# ماگدالنا والاخ
ماگدالنا والاخ (لهستانی: Magdalena Walach؛ زادهٔ ۱۳ مهٔ ۱۹۷۶) بازیگر اهل لهستان است. وی از سال ۱۹۹۹ میلادی تاکنون مشغول فعالیت بوده‌است.
از فیلم‌ها یا مجموعه‌های تلویزیونی که وی در آن‌ها نقش داشته است، می‌توان به دست‌به‌کار شو، برادر، کمیسر آلکس، سال‌های شیرین، صد سال خاندان وینیخ، لجن‌زار، ع چون عشق، دهن‌به‌دهن و «کارآگاهان جنایی» اشاره نمود.

## حرفه
وی فارغ التحصیل آکادمی ملی هنرهای نمایشی آ.س.ت. در کراکوف (۱۹۹۹) است.

## دوبله لهستانی
| عنوان        | سال  | نقش      | توضیحات |
| ------------ | ---- | -------- | ------- |
| بزن بریم ماه | ۲۰۰۸ | مادر نات |         |
| ننی مک‌فی     | ۲۰۰۵ | اوانجلین |         |